# Грб Кемеровске области
Грб Кемеровске области је званични симбол једног од субјеката Руске федерације са статусом области — Кемеровске области. Грб је званично усвојен 7. јуна 2002. године.

## Опис грба
Грб Кемеровске области има облик француског штита, овјенчаног са храстовим гранама, увезаних лентом (траком) Ордена Лењиновог реда на којој је златним словима исписана година „1943“ и крунисан стилизованом чинијом.
Штит је окружен уским црним и златним пругама. Доњи дио штита је зелене боје. Зелена боја симболизује пољопривреду и природна богатства. То је уједно и традиционална боја младости и наде.
У центру штита је црни троугао са скраћеним странама и овичен са уским појасом златне боје који симболизују индустрију угља. У централном дијелу овог троугла налазе се слике укрштеног крампа и чекића и три класа пшенице, све у златној боји, што симболизује привреду области. Крамп симболише рударство, чекић индустрију, а класје пољопривреду.
Црвени троуглови у лијевом и десном горњем углу штита симболизују растопљене метале.